# Giampaolo Pinna
Giampaolo Pinna (Mores, 22 luglio 1964) è un allenatore di calcio ed ex calciatore italiano, di ruolo portiere.

## Carriera

### Giocatore
Nella stagione 1985-1986 esordisce con la maglia dell'Olbia, con cui disputa 30 partite e ottiene una promozione in Serie C2. Successivamente subisce 29 reti in 32 presenze in quarta serie nella stagione 1986-1987. A fine anno viene acquistato dalla Carrarese, con cui nella stagione 1987-1988 vince il campionato di C2 subendo 13 reti in 32 presenze; l'anno seguente gioca da titolare in Serie C1, per poi venire acquistato dalla Lucchese.
In rossonero nella stagione 1989-1990 subisce 10 gol in 34 presenze in Serie C1 e conquista la promozione in Serie B, vincendo inoltre la Coppa Italia di Serie C. Nella stagione 1990-1991 esordisce in Serie B, chiudendo il campionato con 27 gol subiti in 36 presenze. Dal 1991 al 1994 difende la porta del Siena, con cui disputa tre campionati consecutivi in Serie C1; al termine della stagione 1993-1994 viene ceduto all'Ancona, con cui nella stagione 1994-1995 subisce 12 reti in 10 apparizioni in Serie B. Successivamente gioca per due anni alla Massese, per un anno in C2 all'Olbia e per un anno al Montevarchi, squadra in cui fa da portiere di riserva.
Dal 1999 al 2006 milita nuovamente nella Carrarese; nella stagione 1999-2000 gioca 31 partite subendo 37 gol, mentre nelle sei stagioni successive disputa in totale altre 28 partite.Chiude la carriera in Ancona Carrarese 3 a 1 Serie C2 all'età di 42 anni.

### Allenatore
Nella stagione 2012-2013 e nella stagione 2013-2014 è stato preparatore dei portieri del Viareggio, formazione militante in Lega Pro Prima Divisione; in precedenza aveva ricoperto per tre anni un ruolo analogo nella Carrarese, società in cui nelle ultime due partite della stagione 2009-2010 ha anche allenato la prima squadra in coppia con Ferruccio Bonvini al posto dell'esonerato Fabrizio Tazzioli.
Nella stagione 2014-2015 è allenatore in seconda della Massese, in Serie D. Nella stagione 2015-2016 lavora invece come preparatore dei portieri per la società bianconera; il 2 aprile 2016 viene promosso allenatore della stessa, in sostituzione del dimissionario Sergio Battistini.

## Palmarès

### Competizioni nazionali
- Campionato Interregionale: 1

Olbia: 1985-1986 (girone N)
- Campionato italiano Serie C2: 1

Carrarese: 1987-1988 (girone A)
- Coppa Italia Serie C: 1

Lucchese: 1989-1990